# Onsjö stenhus
Onsjö stenhus är en byggnad i Vänersborg. Byggnaden, som uppfördes år 1788 för att fungera som köksbyggnad till Onsjö säteri, är byggnadsminne sedan den 16 juni 1994.

## Historia
Stenhuset uppfördes enligt inskriptionstavlan på västra gaveln år 1788 och slakthuset torde vara uppfört samtidigt. Byggherre var Volrath Wilhelm Haij (1731–1803), som var officer vid Västgöta-Dals regemente under åren 1762–1785 och verksam vid tillkomsten av Gustafs slussar i Karls grav åren 1762–1778. Han köpte Onsjö säteri år 1770.
Stenhuset uppfördes för att fungera som köksbyggnad och ersatte två flyglar, som förmodligen tillkom på 1730-talet och som nu revs. De fanns med på en karta över Onsjö från år 1786. Då hade den gamla huvudbyggnaden ersatts med en ny 1773–1774. Huvudbyggnaden brann ned till grunden 1982 och en del andra småbyggnader har också försvunnit under senare tid. De båda kvarvarande träbyggnaderna nordost om stenhuset, avträdet och hönshuset, tillkom förmodligen under 1800-talets första hälft.

## Beskrivning
Stenhuset i Onsjö är beläget vid Göta älvs västra strand cirka 5 km söder om Vänersborg. Området nyttjas av Onsjö golfklubb och för allmänt friluftsliv. 1,5 km åt nordost återfinns Karls grav och Brinkebergskulle, ett område som historiskt hör samman med Onsjö säteri, som gården i Onsjö tidigare hette. Ett gravkapell byggt år 1793 med anknytning till säteriet ligger 700 meter åt sydväst.
Byggnadsminnet Onsjö stenhus omfattar en år 1788 uppförd byggnad med sockel och fasader av grovt tuktad gråsten och gavelrösten av tegel (tegelklinkers). Huset består av en och en halv våning och är cirka 20,5 meter långt och 12 meter brett. På taket ligger skiffer. Nordväst om stenhuset, vinkelrätt mot detta, ligger en slaktbod/slakthus från samma tid. Slakthuset är uppfört på motsvarande sätt som stenhuset, men med fasader helt av tegelklinkers. Teglet är av ett speciellt holländskt format som tillverkades av Brinkebergs tegelbruk för slussarna i Karls grav.
På husets västra gavel finns en inskriptionstavla med följande lydelse: "Bygdt af Öfwersten och Swerdsriddaren Volrath Wilhelm Haij och des Husfru Grefwinnan Karin von Stockenström Åhr 1788".
Nordost om stenhuset ligger inom skyddsområdet ett avträde och ett hönshus. Dessa är uppförda av stående plank respektive timmer med panel. Samtliga byggnader ingick som en del av Onsjö gård, vars huvudbyggnad uppfördes 1773–1774 och brann ned 1982. Huvudbyggnaden låg sydväst om stenhuset mittemot stenhuset, vilket utgjorde gårdens köksflygel. Byggnaderna är goda och välbevarade representanter för det sena 1700-talets enkla högreståndsstil.